# Bürgerschaftswahl in Hamburg 1946
- KPD: 4
- SPD: 83
- PFD: 7
- CDU: 16

- Regierung: 94
- Opposition: 16

Nach dem Ende der NS-Zeit fand am 13. Oktober 1946 zum ersten Mal seit 1932 wieder eine Wahl zur Hamburgischen Bürgerschaft statt.

## Wahl
Es wurden 110 Abgeordnete in einem Mehrheitswahlrecht nach britischem Muster gewählt. Die SPD errang 83 und damit drei Viertel der Mandate.
Von 958.454 Wahlberechtigten beteiligten sich 765.008, d. h. 79,0 %, an der Wahl, bei der jeder Wähler vier Stimmen hatte.

## Wahlergebnis und Sitzverteilung
Amtliches Endergebnis:
| Partei         | Partei                                               | Stimmen   | in Prozent | Sitze |
| -------------- | ---------------------------------------------------- | --------- | ---------- | ----- |
| SPD            | Sozialdemokratische Partei Deutschlands              | 1.210.010 | 43,1 %     | 83    |
| CDU            | Christlich Demokratische Union Deutschlands          | 749.153   | 26,7 %     | 16    |
| PFD            | Partei Freier Demokraten                             | 509.632   | 18,2 %     | 7     |
| KPD            | Kommunistische Partei Deutschlands                   | 291.701   | 10,4 %     | 4     |
| RSF            | Radikal-Soziale Freiheitspartei                      | 20.034    | 0,7 %      | -     |
| DKP            | Deutsche Konservative Partei – Deutsche Rechtspartei | 9.625     | 0,3 %      | -     |
| RPD            | Republikanische Partei Deutschlands                  | 3.769     | 0,1 %      | -     |
| Einzelbewerber | Einzelbewerber                                       | 13.881    | 0,5 %      | -     |

## Regierung
In der Tradition der Weimarer Republik und in dem Gedanken, die neue Demokratie auf ein breites Fundament zu stellen, wurde ein Senat aus SPD, PFD und KPD gebildet (Senat Brauer I), in dem Max Brauer zum Ersten Bürgermeister gewählt wurde. Ursprünglich sollte die CDU auch im Senat vertreten sein. Die Gründe für das Scheitern der Beteiligung sind heute nicht mehr zu ermitteln.

## Demographie
|                                | SPD-Fraktion | CDU-Fraktion | PFD-Fraktion | KPD-Fraktion | Gesamt    |
| ------------------------------ | ------------ | ------------ | ------------ | ------------ | --------- |
| Frauenanteil                   | 18 %         | 0 %          | 14 %         | 25 %         | 15 %      |
| Erstmals gewählt (in Personen) |              |              |              |              | 30 (27 %) |

## Hauptthemen während der 1. Wahlperiode
Im Vordergrund stand der Wiederaufbau der zerstörten Stadt und der Demokratie.
Dramatisch waren die Kälte-Winter der Jahre 1946/47 und 1947/48. Es musste dafür gesorgt werden, dass die Energiegewinnung nicht zusammenbrach und dass die Ernährungslage der Bevölkerung sichergestellt wurde.
Auf politischer Ebene waren vorrangig die Festigung der neuen Demokratie, die Selbstbehauptung der Bürgerschaft gegenüber der britischen Besatzungsmacht und die Ausarbeitung eines neuen Wahlgesetzes.